# 1998 QN73
1998 QN73 är en asteroid i huvudbältet som upptäcktes den 24 augusti 1998 av LINEAR i Socorro County, New Mexico.
Asteroiden har en diameter på ungefär 12 kilometer och den tillhör asteroidgruppen Adeona.